# Ibarrangelu
Ibarrangelu en basque ou Ibarranguélua ou Elejalde en espagnol est une commune de Biscaye dans la communauté autonome du Pays basque en Espagne.
Le nom officiel de la ville est Ibarrangelu.

## Géographie
Il s'agit d'une municipalité côtière, bien que le noyau principal du village, qu'on appelle aussi bien Ibarranguelua que Elexalde, est dissimulé derrière le cap Ogoño, dans une petite vallée communiquant avec la côte. Cette situation stratégique, très près de la mer, mais tout en étant invisible depuis la côte, ne permettait pas aux habitants du village de rester à l'abri des visites indésirables de l'océan et à la fois se profiter des ressources de que ce elle offrait à cette faible distance.
Le nom de la municipalité signifie la courbure de la vallée en basque et fait justement allusion à cette situation géographique.
Le village voisin d'Elantxobe s'est développé à partir du XVIe siècle comme quartier de pêche Ibarranguelua, mais s'est détaché de ce dernier vers le milieu du XIXe siècle.
Cette municipalité est spécialement connue les plages de Laga et de Laida, deux des plages les plus emblématiques de la Biscaye, se trouvent dans leur territoire municipal.

## Quartiers d'Ibarrangelu
Quartiers d'Ibarrangelu
La municipalité d'Ibarrangelu est composé de vingt quartiers :
Arboliz, Akorda, Antzora, Andikone,Durukiz, Elexalde, Gametxo, Gendika, Ibaeta, Bolueta, Iturriotz, Tremoia, Iruskieta, Garteiz, Allike, Ibinaga, Laga, Laida, Lastarri et Merru.

## Patrimoine

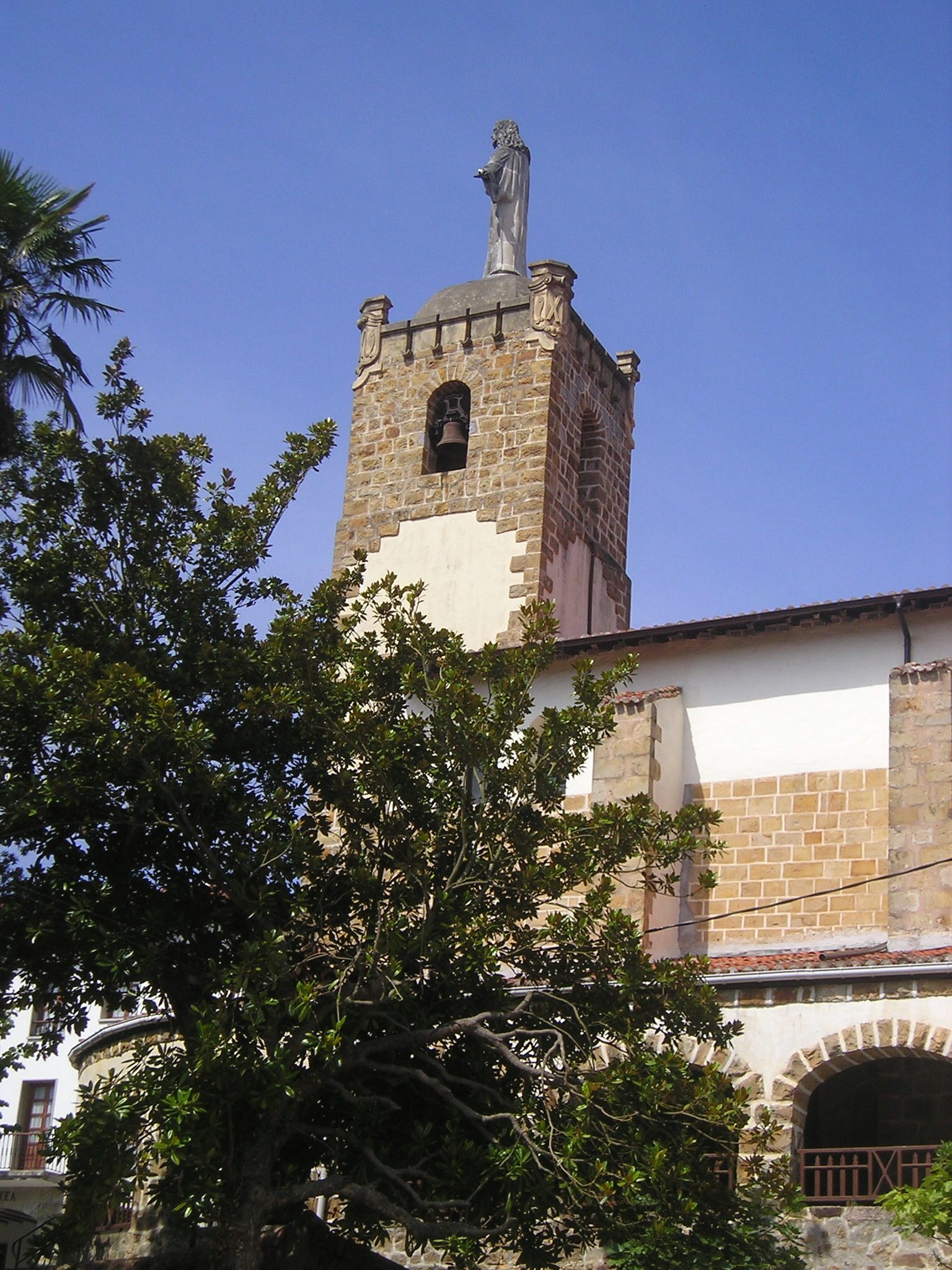
Église San Andres

## Personnalités liées à la commune
- Martin de la Ascension (1567-1597) : Ibarranguelua est une des trois localités basques qui se disputent l'honneur d'être la localité natale de ce frère, missionnaire et de saint chrétien.
- Marcelino oreja Elosegui (1891-1934) : politicien traditionaliste. Père de Marcelino Oreja Aguirre et grand-père de Jaime Mayor Oreja.
- Alejandro Manzanares (1894-1981) : pédagogue et auteur.

### Sources
- (es)/(eu) Cet article est partiellement ou en totalité issu des articles intitulés en espagnol « Ibarranguelua » (voir la liste des auteurs) et en basque « Ibarrangelu » (voir la liste des auteurs).

- (ca) Cet article est partiellement ou en totalité issu de l’article de Wikipédia en catalan intitulé « Ibarrangelu » (voir la liste des auteurs).